# 信用協同組合
信用協同組合（しんようきょうどうくみあい、Credit Cooperative または Credit Union）とは、日本において預金の受け入れ、資金の移動や貸し出し（融資、ローン）、手形の発行などを行う金融機関の一つである。現在の根拠法である中小企業等協同組合法の制定以前から信用組合という呼称が一般的であり、略称は信組。読み方について業界団体では「しんくみ」で統一している。2015年3月末現在、信用組合全体で約20兆円の預金を擁し、組合員を中心に10兆円を超える資金を融資している。2019年12月15日現在、全国に145の信用組合が存在する。

## 概要
中小企業等協同組合法第3条に規定された中小企業等協同組合の一つで、法第9条の8第1項・第2項で事業分野が規定されている。信用組合は、その組織名に「信用協同組合」または「信用組合」の文字を用いなければならない（法第6条2項）。業務内容について詳細を定めた法律としては協同組合による金融事業に関する法律が存在するが、同法は多くの部分で会社法や銀行法、金融商品取引法を準用している。
基本的には銀行や信用金庫と同様の業務を行っており、小切手法においては銀行と同視されている。信用金庫や農業協同組合などと同じ非営利組織（組合組織）であるが、組合員以外の預金の受入が全体の20%以内に制限されている点（法第9条の8第3項）で、信用金庫などと異なる。
一部の信用協同組合の間では、相互のATM利用手数料を無料化するサービス「しんくみ お得ねっと」が実施されているほか、セブン銀行とのコンビニATMによる提携（片乗り入れ、一部時間帯にて手数料無料）、それにイオン銀行とのATM相互出金提携（手数料が必要）も実施されている。一部の信用組合同士なら記帳も相互にできる。
日本各地の信用組合は、一般社団法人全国信用組合中央協会（全信中協、英: National Central Society of Credit Cooperatives）を構成する。また信用組合の系統中央機関＝中央金庫の機能を有するのが、全国信用協同組合連合会（全信組連、英: The Shinkumi Federation Bank (SFB)）である。

## 信用協同組合の一覧
「日本の信用組合の一覧」を参照

## 組合員の資格
信用組合の事業地区内で以下のような場合に限られる（法第8条第4項）。
- 住所または居所がある
- 事業所を持つが小規模の事業者である
- 勤労に従事している
- 事業を行う小規模の事業者の役員である

ただし事業者の場合、常時雇用の従業員数が300人（卸売業は100人、小売業は50人、サービス業は100人）以下、または資本金3億円（卸売業は1億円、小売業・サービス業は5,000万円）以下の場合に限られる（法第7条第1項）。

## 信用組合の分類
地域信用組合
一定地域内の小規模零細事業者や住民を組合員とする信用組合で、分類される信用組合では最も組織数が多い。後述する業域・職域信用組合として運営していたものが規模拡大に伴って地域信用組合に業態転換した例もある。朝銀信用組合や商銀信用組合といったいわゆる民族系信用組合もこの地域信用組合に含まれる。なお、1951年の信用金庫法施行以前から営業していた地域信用組合は、大多数が同法の適用に合わせて信用金庫へと一斉に転換をしている。事業譲受によるものを除き他都道府県への店舗展開は見られなかったが、2018年笠岡信用組合（岡山県）が福山市（広島県）に支店を開設した。
業域信用組合
特定業種の関係者を組合員とする信用組合。医師を対象にしたものが最も多く、その他には青果・水産物・食品卸、公衆浴場、出版・印刷業、証券業などの例がある。かつてはたばこ販売業者を対象にしたものも全国各地に存在したが、現在は合併や経営破綻、地域信組への転換などにより全て消滅した。その他、過去には建設業・畜産業・衣料品卸業などを対象にしたものもあった。店舗展開は本店1店舗のみの場合が多く、大都市圏で営業し比較的規模が大きい信用組合の場合でも数店舗程度である。
職域信用組合
同じ職場の従業員を組合員とする信用組合。官公庁（警察・消防署・地方自治体）を職域とするものがほとんどで、少数ながら新聞社や鉄道会社といった民間企業を対象職域とする例もある。店舗展開は各庁舎や企業の社屋内に併設された本店のみの場合がほとんどである。

## その他

### 信用組合の組織運営
信用組合の最高議決機関は総会、総代会である。議決権は会員または総代1人1票制をとっており、総会（総代会）で理事および監事が選任され、その理事によって構成された理事会の中で理事長等代表理事が選任されるため、通常は理事長が信用組合の長(おさ)と位置付けられる。信用組合の業務は、理事会の決定を踏まえて行われる。

### イメージキャラクター
1998年より8年間はタレントの遠藤久美子を起用し、2006年から2017年までの11年間は女優の本仮屋ユイカを、2018年からは女優の藤野涼子を、2024年からは女優の桜井日奈子、「しんくみ」ポスターモデルに女優の華雪りらを起用している。全国統一マスコットキャラクターに女子職員を模した「くみちゃん」がある。

### 信用組合の再編
金融自由化の進展に伴い、経営基盤の強化を目的とした合併や経営難に陥った信用組合の破綻等により、全国の信用組合数は減少している。近年は、信用組合が地域から撤退する事例も多く、大抵の地域に進出してる信用金庫と比べ、信用組合は「空白地帯」が多く存在する。又、信用組合同士の合併により、営業地域が県内全域若しくは広域に展開する信用組合が増加している。
- 信用組合の本店が存在しない県 …… 2019年8月末現在、奈良県[注釈 4]・鳥取県・徳島県・愛媛県・沖縄県の5県に本店を有する信用組合は存在しない。
- 地域信用組合の本店が存在しない県 …… 岩手県、石川県、福井県、静岡県、三重県、和歌山県[注釈 5]では、職域もしくは業域信用組合の本店は存在するものの、地域信組は空白地帯となっていて、特定業種の関係者以外は信用組合の利用が困難[注釈 6]である。
- 地域信用組合が存在するが、県庁所在地が空白地帯となっている県 …… 栃木県、埼玉県、千葉県、島根県、高知県では、県内に地域信組が存在するものの、いずれも県内の一部地域のみを営業地域としており、県庁所在地において営業する地域信用組合が存在しないことから利用できる住民は限定される。
- 地域信用組合が存在するが、大半の地域が「地域信組空白・未進出」である県 …… 神奈川県、京都府[注釈 7]、山口県、宮崎県では、県内に地域信組が存在するものの、県内全域ではなく一部地域のみを営業地域とし小規模で店舗も少ない。
- 統合により、地域信用組合が名実ともに「県信組」となった県 …… 青森県、秋田県、茨城県、長野県、富山県、香川県、福岡県、大分県、熊本県では、県内の地域信組が合併により1信組に統合され名称も「○○県信用組合」となり、県内全域もしくは大半の地域を営業範囲とし主要市町村に店舗網を展開している[注釈 8]。

### 特徴的な破綻・合併など
- 1985年4月、熊本県の人吉球磨信用組合と同県内の牛深・大津・阿蘇・三和興銀・鏡・熊本総合食品・八代・三角・宇土市・松橋の計11信用組合が一度に合併して、熊本県信用組合となる（本店も熊本市に移す）。

- 1995年3月、東京協和信用組合と安全信用組合が二信組事件により、受け皿のため旧・東京共同銀行が設立され（後の整理回収銀行、現：整理回収機構）譲渡。

- 1995年7月、バブル崩壊の影響を受け、コスモ信用組合が経営破綻。事業は旧・東京共同銀行へ譲渡。

- 1995年8月、預金高1兆円（最大時）を超えるマンモス信組として有名であった木津信用組合（大阪府）が経営破綻。

- 2002年6月、栃木県の那須信用組合が同県内の西那須野・矢板・黒羽の3信組と合併。同時に小川・馬頭・黒磯の3信組からも事業を譲受し、事実上7つの信用組合が一度に合併する形となる。

- 2005年3月、大分県信用組合が杵築信用金庫を合併した。一般に規模が小さいとされる信用組合が信用金庫を吸収し、かつ信用組合側を存続させた珍しい事例である。なお、信用組合が合併できる他業態の金融機関は信用金庫に限られ、たとえば銀行を合併することなどはできない。

- 2006年11月、島根中央信用金庫が出雲信用組合と合併。形式上は島根中央信金が存続したものの、合併前の規模は出雲信組の方が大きく、また合併後の本店・本部のいずれも旧出雲信組の本店・本部に置かれるなど、事実上は出雲信組による吸収となった。

- 2007年6月、山形信用金庫が山形庶民信用組合と合併。形式上は山形信金が存続したものの、合併の申し入れは山形信金側からによるもので、旧山形信金本店も合併後は支店に降格[注釈 9]。また合併後のロゴマークも旧庶民信組のものを名称のみ差し替えそのまま使用するなど、事実上は山形庶民信組による吸収となった。

### 解散
金融機関が解散に至る場合その理由は多くが合併や経営破綻などによるものだが、信用組合ではそれらの要因を伴わず、出資者や借り手などの利害関係者にも実質的な損失を与えない形での円満な「自主解散」が稀に発生する。これは、金融機関としては地銀や信用金庫より更に規模の小さいものが大半で、かつ社会的に及ぼす影響が少数の組合員に限られる（特に職域信組の場合）ことから、経営不振に陥る前に解散を決定することが他の金融機関より容易に決定出来る環境にあるためである。なお、地銀や信用金庫など他の金融機関においても法的には自主解散が可能ではあるが、2019年現在、そのような自主解散事例はない。近年の自主解散事例としては倉庫精練信用組合（2005年3月）、甲子信用組合（2017年10月）がある。なお、この2組合はいずれも職域信組であった。

## 提供番組

### 現在
- 林修の今でしょ!講座（テレビ朝日系列）
- News every.（日本テレビ系列）- 土曜日のみ
- 生島ヒロシのおはよう一直線（TBSラジオ）
- TALK ABOUT（TBSラジオ）

### 過去
- 朝だ!生です旅サラダ（朝日放送制作・テレビ朝日系列）
- 新報道2001→報道プライムサンデー（フジテレビ系列）
- アッコにおまかせ!
- THE・プレゼンター
- 月曜ドラマスペシャル（以上TBS系列）
- スーパーモーニング（テレ朝系列）
- NNN JUST NEWS（日本テレビ系列） - 土曜日のみ